# ダニエル・アカーシオ
ダニエル・アカーシオ（Daniel Acácio、1977年12月27日 - ）は、ブラジルの男性総合格闘家。リオデジャネイロ州リオデジャネイロ出身。エヴォルサオ・タイ所属。ルタ・リーブリ黒帯。現Superior Challengeウェルター級王者。
PRIDEデビュー戦の高瀬大樹戦でシュートボクセの十八番である踏み付け攻撃を連発し、TKOに追い込んだことから、「踏み付け大奉行」のニックネームで呼ばれたこともあった。
シュートボクセ・アカデミー時代のヴァンダレイ・シウバのスパーリングパートナーを務めていた。

## 来歴
2000年5月27日、ブラジルのMeca World Vale Tudoでプロデビュー。デビュー戦はニルソン・デ・カストロに敗れるものの、その後8連勝。
2005年4月3日、PRIDE初参戦となったPRIDE 武士道 -其の六-で高瀬大樹と対戦し、サッカーボールキックでTKO勝ち。
2005年7月17日、PRIDE 武士道 -其の八-で三崎和雄と対戦し、3-0の判定勝ち。
2005年9月25日、PRIDE 武士道 -其の九-のウェルター級（-83kg）トーナメント1回戦で三崎の同門である郷野聡寛と対戦。序盤は郷野を追い込む場面もあったが、後半巻き返され、判定負け。
2006年9月16日、初参戦となったパンクラスで川村亮と対戦し、右フックでKO負け。
2007年8月4日、Fury FC 4で行われた83kg級グランプリ1回戦でジル・フレイタスに判定勝ち。
2007年12月6日、Fury FC 5で行われた83kg級グランプリ準決勝でアンドレ・ミキトにTKO勝ちするも、決勝でホジマール・パリャーレスにヒールホールドで一本負け、準優勝に終わった。
2008年7月、シュートボクセを離脱し、ユニバーシダデ・ダ・ルタに移籍した。
2010年10月29日、Superior Challengeウェルター級王座決定戦でデビッド・ベルクヘーデンと対戦し、2-1の判定勝ちを収め王座獲得に成功した。

## 人物・エピソード
- リオデジャネイロのファベイラ（スラム）出身である。過酷な幼少期を過ごしたことが、現在の恐れを知らず突っ込んでいくファイトスタイルにつながっている。何を見てもまったく驚かず、神経が図太いことから「死んだ魚の目」とも呼ばれる。
- 桜庭和志がシュートボクセ・アカデミーに武者修行に行った際にはホテルから道場までの送迎役だったが、運転が下手で身に危険を感じた桜庭に運転の交代を要求された。

## 戦績
| 総合格闘技 戦績 | 総合格闘技 戦績 | 総合格闘技 戦績 | 総合格闘技 戦績 | 総合格闘技 戦績 | 総合格闘技 戦績 | 総合格闘技 戦績 |
| --------------- | --------------- | --------------- | --------------- | --------------- | --------------- | --------------- |
| 36 試合         | (T)KO           | 一本            | 判定            | その他          | 引き分け        | 無効試合        |
| 24 勝           | 10              | 4               | 10              | 0               | 0               | 0               |
| 12 敗           | 2               | 3               | 7               | 0               | 0               | 0               |

| 勝敗 | 対戦相手                     | 試合結果                            | 大会名                                                                   | 開催年月日     |
| ○    | セルジオ・ジュニオール       | 1R 2:50 KO（パンチ連打）            | Amazon Forest Combat 1                                                   | 2011年9月14日  |
| ×    | エルナニ・ペルペトゥオ       | 3分3R終了 判定1-2                   | Fight Club 1: Brazilian Stars                                            | 2011年7月20日  |
| ○    | フェリペ・アリネッリ         | 1R 2:58 KO                          | Fatality Arena 3                                                         | 2011年5月28日  |
| ○    | ディエゴ・ゴンザレス         | 5分3R終了 判定3-0                   | Superior Challenge 7: Rise of Champions 【SCウェルター級タイトルマッチ】 | 2011年4月30日  |
| ×    | ブルーノ・サントス           | 5分5R終了 判定0-3                   | WFE 8: Platinum 【WFEミドル級タイトルマッチ】                            | 2010年12月15日 |
| ○    | デビッド・ベルクヘーデン     | 5分3R終了 判定2-1                   | Superior Challenge 6: Lion's Den 【SCウェルター級王座決定戦】            | 2010年10月29日 |
| ×    | ポール・デイリー             | 3R 1:15 ギブアップ（肘打ち）        | Impact FC 2: The Uprising Sydney                                         | 2010年7月18日  |
| ○    | カスターニョ・ジ・フレイタス | 5分3R終了 判定3-0                   | Platinum Fight Brazil 3                                                  | 2010年5月20日  |
| ×    | イヴァン・ジョルジ           | 5分3R終了 判定0-3                   | Floripa Fight 6                                                          | 2010年3月20日  |
| ○    | ボビー・レーマン             | 5分3R終了 判定3-0                   | Superior Challenge 4: Bad Intentions                                     | 2009年10月31日 |
| ○    | ペドロ・イリエ               | 2R 4:11 TKO（パウンド）             | First Class Fight 3                                                      | 2009年9月18日  |
| ○    | キム・ジェヨン               | 5分2R終了 判定2-0                   | M-1 Challenge 17: Korea                                                  | 2009年7月4日   |
| ×    | マメッド・ハリドヴ           | 1R 1:10 KO（パウンド）              | KSW 11: Konfrontacja 【KSWライトヘビー級王座決定戦】                     | 2009年5月15日  |
| ○    | カシオ・ドラモンド           | 2R TKO（ドクターストップ）          | The Warriors                                                             | 2009年3月29日  |
| ×    | エドゥアルド・パンプロナ     | 5分3R終了 判定1-2                   | Santos Fight Festival                                                    | 2008年12月6日  |
| ○    | アンドリュー・チグラォン     | 5分3R終了 判定3-0                   | Mr. Cage 1                                                               | 2007年11月15日 |
| ○    | エデール・ジョンズ           | 3R ギブアップ（パウンド）           | Win Fight & Entertainment 2                                              | 2008年11月7日  |
| ○    | トル・トロエン               | 5分3R終了 判定                      | Fight Festival 23                                                        | 2008年3月15日  |
| ×    | ホジマール・パリャーレス     | 1R ヒールホールド                   | Fury FC 5: Final Conflict 【83kg級グランプリ 決勝】                      | 2007年12月6日  |
| ○    | アンドレ・ミキト             | 2R TKO（マウントパンチ）            | Fury FC 5: Final Conflict 【83kg級グランプリ 準決勝】                    | 2007年12月6日  |
| ○    | ジル・フレイタス             | 5分3R終了 判定3-0                   | Fury FC 4: High Voltage 【83kg級グランプリ 1回戦】                       | 2007年5月19日  |
| ○    | ミシェル・ヴェルジネリ       | 5分3R終了 判定3-0                   | Fury FC 3: Reloaded                                                      | 2007年5月19日  |
| ×    | ルイス・サッポ               | 5分3R終了 判定0-3                   | Roraima Combat 3                                                         | 2007年4月1日   |
| ×    | デウソン・エレーノ           | 5分3R終了 判定0-3                   | Fury FC 2: Final Combat                                                  | 2006年11月30日 |
| ×    | 川村亮                       | 2R 2:40 KO（右フック）              | PANCRASE 2006 BLOW TOUR                                                  | 2006年9月16日  |
| ×    | 郷野聡寛                     | 2R（10分/5分）終了 判定0-3          | PRIDE 武士道 -其の九- 【ウェルター級トーナメント 1回戦】                 | 2005年9月25日  |
| ○    | 三崎和雄                     | 2R（10分/5分）終了 判定3-0          | PRIDE 武士道 -其の八-                                                    | 2005年7月17日  |
| ○    | 高瀬大樹                     | 2R 3:34 TKO（サッカーボールキック） | PRIDE 武士道 -其の六-                                                    | 2005年4月3日   |
| ○    | ダニーロ・ペレイラ           | 5分3R終了 判定3-0                   | Storm Samurai 5                                                          | 2004年11月5日  |
| ○    | エリック・タヴァレス         | 1R 2:38 TKO（サッカーボールキック） | Meca World Vale Tudo 11                                                  | 2004年6月5日   |
| ○    | バック・グリーア             | 2R KO（パンチ）                     | Jungle Fight 2                                                           | 2004年5月15日  |
| ○    | ホベルト・ゴドイ             | 1R 8:39 TKO（マウントパンチ）       | Meca World Vale Tudo 10                                                  | 2003年12月20日 |
| ○    | デウソン・エレーノ           | 2R終了時 TKO（タオル投入）          | Meca World Vale Tudo 9                                                   | 2003年8月1日   |
| ○    | ギリェルメ・リマ             | 1R 3:50 TKO（パンチ連打）           | Meca World Vale Tudo 8                                                   | 2003年5月16日  |
| ○    | ジョゼ・ジ・オリベイラ       | 1R 1:44 チョークスリーパー          | Meca World Vale Tudo 6                                                   | 2002年1月31日  |
| ○    | シウヴィオ・ジ・ソウザ       | 1R 8:07 V1アームロック              | Meca World Vale Tudo 4                                                   | 2000年12月6日  |
| ×    | ニルソン・デ・カストロ       | 1R 7:11 三角絞め                    | Meca World Vale Tudo 1                                                   | 2000年5月27日  |

## 獲得タイトル
- 初代Superior Challengeウェルター級王座（2010年）